# Список керівників держав 47 року

## Європа
- Боспорська держава — цар Котіс I (44-63)
- володарка кельтського племені бригантів Картімандуя (43-69)
- король гермундурів Вібілій (до 50)
- правитель Дакії Скорило (29-68)
- Ірландія — верховний король Фіаху Фіннолах (до 55)
- вождь іценів Антедій (до 47); по ньому — Прасутаг (до 60)
- плем'я катувеллаунів — вождь Каратак (до 51)
- правитель корітанів Волісіос (до 60)
- плем'я маркоманів — вождь Ванній (до 50/51)
- династ сіраків Зорсіна (до 49)
- Римська імперія
  - імператор Клавдій (41-54)
  - консули Клавдій і Луцій Вітеллій
- легат провінції Паннонія — до 49 невідомо
- легат Римської Британії Авл Плавцій (до 47)

## Азія
- Адіабена — Ізат II (34-55)
- Анурадхапура — Чандамукха (до 52)
- Велика Вірменія — цар Мітридат (до 51)
- Мала Вірменія — цар Котіс IX (38-54)
- цар Елімаїди Ород I (25-50)
- Іберійське царство — Фарсман I (до 58)
- Індо-парфянське царство (Маргіана) — цар Гондофар (20-50)
- Китай — Династія Хань — Ґуан У (25-57)
- Коммагена — Антіох IV (38-72)
- Когурьо — Темусін (18-44); по ньому — Мінджун (44-48)
- Кушанська імперія — Кудзула Кадфіз (46-85)
- Набатейське царство — цар Маліку II (40—70/71)
- Осроена — цар Абгар V (13-50)
- Пекче — ван Тару (29-77)
- Парфія — Вардан I і Готарз II (до 47); одноосібно Готарз II (до 51)
- Царство Сатаваханів — магараджа Гауракрішна (31-56)
- Сілла — Юрі (23-57)
- Харакена  — Феонесій II (до 46-47). Феонесій III (? — 52-53)
- шаньюй Хунну Пуну (46 — 48-52)
- первосвященник Юдеї Еліона бен Кантерас (до 45); по ньому — Йосеф бен Камі (до 47). По ньому — Ананія бен Недебай (47-59)
- прокуратор Юдеї Тиберій Юлій Олександр (до 48).
- префект Римської Сирії Гай Кассій Лонгін (до 49)

## Африка
- Царство Куш — цар Аманітаракіде (37-47). По ньому — Аманітенмеміде (до 62)